# Jacques d’Annebaut
Jacques d’Annebaut (ur. ok. 1500 w Normandii, zm. 6 czerwca 1557 w Rouen) – francuski kardynał.

## Życiorys
Urodził się około 1500 roku w Normandii, jako syn Jeana VI d’Annebauta i Marguerite Blosst (jego bratem był admirał Claude d’Annebault). W młodości klerykiem w Rouen i kanonikiem kapituły Lisieux. 18 sierpnia 1539 roku został wybrany biskupem Lisieux. 19 grudnia 1544 roku został kreowany kardynałem prezbiterem i otrzymał kościół tytularny San Bartolomeo all’Isola. Zmarł 6 czerwca 1557 roku w Rouen.